# Campeonato Sul-Matogrossense
El Campeonato Sul-Matogrossense es el campeonato de fútbol estatal del estado de Mato Grosso do Sul, en el Centro-Oeste de Brasil. El torneo es organizado por la Federação de Futebol de Mato Grosso do Sul.
Hasta 1979, los clubes sul-matogrossenses disputaban el Campeonato Matogrossense, ya que Mato Grosso y Mato Grosso do Sul constituían un mismo estado.

## Equipos participantes 2025
| - Águia Negra (Rio Brilhante) - Aquidauanense (Aquidauana) - Corumbaense (Corumbá) - Costa Rica (Costa Rica) - Coxim (Coxim) | - Dourados (Dourados) - Ivinhema (Ivinhema) - Naviraiense (Naviraí) - Operário (Campo Grande) - Pantanal (Campo Grande) |

## Campeones
| Temporada | Campeón          | Subcampeón     |
| --------- | ---------------- | -------------- |
| 1979      | Operário         | Comercial      |
| 1980      | Operário         | Comercial      |
| 1981      | Operário         | Comercial      |
| 1982      | Comercial        | Operário       |
| 1983      | Operário         | Comercial      |
| 1984      | Corumbaense      | Douradense     |
| 1985      | Comercial        | Operário       |
| 1986      | Operário         | Comercial      |
| 1987      | Comercial        | Operário       |
| 1988      | Operário         | Ubiratan       |
| 1989      | Operário         | Douradense     |
| 1990      | Ubiratan         | SE Naviraiense |
| 1991      | Operário         | SE Naviraiense |
| 1992      | Nova Andradina   | Operário       |
| 1993      | Comercial        | Operário       |
| 1994      | Comercial        | Pontaporanense |
| 1995      | Chapadão         | Cassilandense  |
| 1996      | Operário         | Comercial      |
| 1997      | Operário         | Comercial      |
| 1998      | Ubiratan         | Chapadão       |
| 1999      | Ubiratan         | Comercial      |
| 2000      | Comercial        | Ubiratan       |
| 2001      | Comercial        | Cassilandense  |
| 2002      | CENE             | Comercial      |
| 2003      | SERC Chapadão    | CENE           |
| 2004      | CENE             | Chapadão       |
| 2005      | CENE             | Operário       |
| 2006      | Coxim            | Chapadão       |
| 2007      | Águia Negra      | CENE           |
| 2008      | Ivinhema         | Misto          |
| 2009      | CE Naviraiense   | Ivinhema       |
| 2010      | Comercial        | CE Naviraiense |
| 2011      | CENE             | Aquidauanense  |
| 2012      | Águia Negra      | CE Naviraiense |
| 2013      | CENE             | CE Naviraiense |
| 2014      | CENE             | Águia Negra    |
| 2015      | Comercial        | Ivinhema       |
| 2016      | Sete de Setembro | Comercial      |
| 2017      | Corumbaense      | Novoperário    |
| 2018      | Operário         | Corumbaense    |
| 2019      | Águia Negra      | Aquidauanense  |
| 2020      | Águia Negra      | Aquidauanense  |
| 2021      | Costa Rica       | Dourados       |
| 2022      | Operário         | CE Naviraiense |
| 2023      | Costa Rica       | Operário       |
| 2024      | Operário         | Dourados       |
| 2025      | Operário         | Ivinhema       |

## Títulos por club
| Club             | Ciudad          | Campeón | Subcampeón | Años campeón                                                                       |
| ---------------- | --------------- | ------- | ---------- | ---------------------------------------------------------------------------------- |
| Operário-MS      | Campo Grande    | 14      | 7          | 1979, 1980, 1981, 1983, 1986, 1988, 1989, 1991, 1996, 1997, 2018, 2022, 2024, 2025 |
| Comercial-MS     | Campo Grande    | 9       | 10         | 1982, 1985, 1987, 1993, 1994, 2000, 2001, 2010, 2015                               |
| CENE             | Campo Grande    | 6       | 2          | 2002, 2004, 2005, 2011, 2013, 2014                                                 |
| Águia Negra      | Rio Brilhante   | 4       | 1          | 2007, 2012, 2019, 2020                                                             |
| Ubiratan         | Dourados        | 3       | 2          | 1990, 1998, 1999                                                                   |
| SERC Chapadão    | Chapadão do Sul | 2       | 3          | 1995, 2003                                                                         |
| Corumbaense      | Corumbá         | 2       | 1          | 1984, 2017                                                                         |
| Costa Rica       | Costa Rica      | 2       | -          | 2021, 2023                                                                         |
| CE Naviraiense   | Naviraí         | 1       | 4          | 2009                                                                               |
| Ivinhema         | Ivinhema        | 1       | 3          | 2008                                                                               |
| Nova Andradina   | Nova Andradina  | 1       | -          | 1992                                                                               |
| Coxim            | Coxim           | 1       | -          | 2006                                                                               |
| Sete de Setembro | Dourados        | 1       | -          | 2016                                                                               |
| Aquidauanense    | Aquidauana      | -       | 3          | -----                                                                              |
| Cassilandense    | Cassilândia     | -       | 2          | -----                                                                              |
| SE Naviraiense   | Naviraí         | -       | 2          | -----                                                                              |
| Douradense       | Dourados        | -       | 2          | -----                                                                              |
| Dourados         | Dourados        | -       | 2          | -----                                                                              |
| Pontaporanense   | Ponta Porã      | -       | 1          | -----                                                                              |
| Misto            | Três Lagoas     | -       | 1          | -----                                                                              |
| Novo             | Campo Grande    | -       | 1          | -----                                                                              |